# 레일리 수
유체 역학에서, 어떤 유체의 레일리 수는 유체 사이의 열 전달과 관련된 무차원 수이다. 레일리 수가 유체의 임계값보다 작으면 열은 전도의 형태로 전달되고, 반대로 유체의 임계값보다 크면 대류의 형태로 전달된다. 레일리 수는 그래소프 수와 프란틀 수의 곱으로 정의되는데, 그래소프 수는 유체간의 부력과 관성 사이의 관계를 나타내는 수이고, 프란틀 수는 유체의 점성과 온도 사이의 관계를 나타내는 수이다.
수직 벽 근처에서의 자유 대류에 대해, 레일리 수는 다음과 같이 표현된다.
{\displaystyle Ra_{x,c}=Gr_{x,c}Pr={\frac {g\beta }{\nu \alpha }}(T_{s}-T_{\infty })x^{3}}
여기서,
- Ra = 레일리 수
- Gr = 그래소프 수
- Pr = 프란틀 수
- g = 중력 가속도
- Ts = 표면의 온도
- T∞ = 정지 온도
- ν = 운동 점성 계수
- α = 열 퍼짐도
- β = 열팽창계수

를 나타낸다.
지구 물리학에서 레일리 수는 매우 중요하다. 이 수는 유체 사이의 대류의 존재와 그 세기를 나타내며, 이것은 원래는 고체이지만 지질학적 시간 척도에 따르면 유체처럼 행동하는 지구의 맨틀에 적용될 수 있다. 맨틀 내에서 레일리 수가 작은 값을 가지면 맨틀 경계면에서뿐만 아니라 맨틀 전체에서 대류가 일어난다는 것을 의미한다.
레일리 수는 레일리에 의해 이름 지어졌다.

## 같이 보기
- 레이놀즈 수
- 프란틀 수
- 그라스호프 수